# Luis Hernán Carvallo
Luis Hernán Carvallo Muñoz (Santiago) es un exfutbolista y actual entrenador chileno, hermano del también entrenador Fernando Carvallo. Jugaba de mediocampista y su primer equipo fue la Universidad Católica.
Actualmente se desempeña como entrenador de la categoría Sub-17 de las divisiones inferiores de Universidad Católica.

## Carrera

### Como futbolista
A inicios de los años 1960 decidió probar suerte en las divisiones inferiores de Universidad Católica, junto a su hermano Fernando. Tras ser aceptado, hizo toda su trayectoria juvenil en las divisiones inferiores en dicho club, hasta debutar profesionalmente en 1966, actuando de mediocampista defensivo. Jugó durante prácticamente toda su carrera en el club cruzado, con la sola excepción del año 1970, cuando fue prestado a Unión Española. Con Universidad Católica logró el título nacional de 1966 y el vicecampeonato de 1967, mientras que con los rojos de Santa Laura obtuvo el Torneo Metropolitano de 1970.
En 1973 integró el equipo cruzado que descendió a Segunda División, obteniendo el título de la categoría dos años después.
Paralelamente a su carrera como futbolista, obtuvo el título de Construcción Civil en la Universidad Técnica del Estado, estudiando en cursos vespertinos.
En 1976, a los 29 años, se retira del fútbol, producto de una hernia lumbar. Una vez retirado del fútbol ejerció su profesión, trabajando en el Cementerio Metropolitano de Santiago.

### Como entrenador
A fines de los años 1980 comienza su carrera como entrenador, en el Estadio Español de Las Condes, y en 1991 se integra a las divisiones inferiores de Universidad Católica, siendo reclutado por su hermano Fernando, donde asume como entrenador de la serie Sub-15.
Continuó su carrera junto a su hermano, acompañándolo en Palestino (2002 y 2005) y Unión Española (2003-2004, 2006). En 2007, asume como Jefe de las Divisiones Inferiores del equipo hispano, tras la partida de Fernando a la Universidad Católica.
El 22 de septiembre de 2008 asume interinamente como Director Técnico del primer equipo de Unión Española, tras la destitución de Jorge Garcés. A su llegada, el equipo de Santa Laura se ubicaba en el penúltimo lugar, con apenas 10 puntos. Posteriormente, el equipo logró una mejora considerable en su rendimiento, pero los malos resultados anteriores lo dejaron en liguilla de promoción, que fue ganada, de manera dramática, ante Deportes Puerto Montt. El 24 de noviembre de 2008 es ratificado por el club como técnico del primer equipo. En el torneo de Apertura 2009 logra clasificar a Unión Española a la Copa Sudamericana 2009, tras ganar categorícamente la fase regular del torneo. Además, llevó al equipo rojo a la final del torneo.

## Trayectoria

### Como futbolista
| Club                 | País  | Año       |
| -------------------- | ----- | --------- |
| Universidad Católica | Chile | 1966-1969 |
| Unión Española       | Chile | 1970      |
| Universidad Católica | Chile | 1971-1976 |

### Como entrenador
| Club           | País  | Año       |
| -------------- | ----- | --------- |
| Unión Española | Chile | 2008-2009 |

## Palmarés

### Torneos nacionales de reservas
| Título             | Equipo               | País  | Año  |
| ------------------ | -------------------- | ----- | ---- |
| Torneo de Reservas | Universidad Católica | Chile | 1965 |
| Torneo de Reservas | Universidad Católica | Chile | 1966 |
| Torneo de Reservas | Universidad Católica | Chile | 1967 |

### Torneos nacionales oficiales
| Título                    | Equipo               | País  | Año  |
| ------------------------- | -------------------- | ----- | ---- |
| Primera División de Chile | Universidad Católica | Chile | 1966 |
| Torneo Metropolitano      | Unión Española       | Chile | 1970 |
| Segunda División de Chile | Universidad Católica | Chile | 1975 |